# Jean Piqué
Pour les articles homonymes, voir Piqué (homonymie).
Pas d'image ? Cliquez ici

a Compétitions nationales et continentales officielles uniquement.

b Matchs officiels uniquement.
Jean Piqué, né le 17 septembre 1935 à Artix dans les Basses-Pyrénées et mort le 7 novembre 2019 à Pau, est un joueur de rugby à XV international français qui évolue principalement au poste de trois-quart centre des années 1950 jusqu'à la fin des années 1960.
Jean Piqué compte dix-huit sélections en équipe de France entre 1961 et 1965, et inscrit 6 points. Piqué est un des acteurs de la victoire française lors de deux Tournois des Cinq Nations (1961 et 1962). Il participe à la tournée en Nouvelle-Zélande et en Australie en 1961 et en Afrique du Sud en 1964. 
Jean Piqué est champion de France de rugby en 1964 avec la Section paloise.
Piqué était charcutier de profession, et fut conseiller municipal de 1965 à 1977 à Artix auprès du maire le docteur Plantier,.
Il est entraîneur adjoint de l'équipe de France de rugby à XV chargé des lignes arrière de 1974 à 1986, puis président du comité Béarn de 1992 à 2004. Il a également officié dans les instances de la Fédération française de rugby de 1976 à 1994. 
Jean Piqué passe 12 ans à la présidence du comité Béarn.

## Carrière

### En club
Jean Piqué effectue l'intégralité de sa carrière à la Section paloise, de 1955 à 1966.
Béarnais natif d’Artix où il a toujours vécu, Jean Piqué est resté attaché à sa commune. Très jeune, il est orphelin de son père.  Son frère Pierre était professeur de français et d'espagnol et sa sœur jumelle Hélène institutrice.
Puisque sa mère ne voulait pas qu’il joue au rugby, Jean Piqué débute par sa carrière sportive par le Basket-ball à l'Amicale laïque d’Artix. 
Piqué débute le rugby au sein des Coquelicots de Pau au Lycée Louis-Barthou. Son destin bascule  le jour où Jeannot Villeneuve, docteur à Orthez aujourd'hui, l'enrôla pour un match sous le maillot du SA Monein, en lever de rideau du traditionnel match pascal, Section-Belfast, au stade de la Croix-du-Prince.  
« Albert Cazenave m'a repéré, j'ai signé aussitôt à la Section et je ne l'ai plus quittée. »
Piqué intègre ainsi les juniors de la Section Paloise à l'âge de 17 ans, et fait rapidement ses premières apparitions en équipe première.

### En équipe de France
En 1959, il est sélectionné en équipe de France, comme remplaçant d'abord.  
Jean Piqué a connu sa première sélection le 5 août 1961 contre les All Blacks, au côté de Guy Boniface, alors qu'André est sur le banc. Piqué offre un essai à Pipiou Dupuy au terme d'un raid solitaire, dans le stade de Wellington balayé par la tempête. Ce match lui permet de gagner ses galons de titulaire, les Jacques Bouquet et les frères André et Guy Boniface alternant désormais autour de lui. 
Trois ans plus tard, il est l'auteur d'une prestation défensive remarquée face à Don Clarke. 
Son coéquipier de la Section, Nano Capdouze le rejoint pour ses 6 sélections.

## Palmarès de joueur

### En club
- Champion de France en 1964 (avec Pau).
- Finaliste du challenge Yves du Manoir en 1959, 1962 et 1964 (avec Pau)

### En équipe de France
- 18 sélections
- 2 essais (6 points)
- Sélections par année : 3 en 1961, 2 en 1962, 8 en 1964, 5 en 1965
- Tournoi des Cinq Nations en 1962
- Tournées en Nouvelle-Zélande et Australie en 1961 (il participe à la victoire contre les Wallabies à Sydney), et en Afrique du Sud en 1964 (il fait partie de l’équipe qui bat les Springboks à Springs)

## Palmarès d'entraîneur
- Vainqueur des All Blacks le 14 juillet 1979, alors qu'il s'occupe des lignes arrière françaises avec Jean Desclaux

## Vie personelle
Piqué dispute la finale du championnat de France de rugby à XV 1963-1964 avec la photo de sa femme sur lui pendant le match. En effet, en pleines phases finales avec la Section, Piqué, papa d’une fille de deux ans, voit s’éteindre son épouse d’une leucémie foudroyante.[réf. nécessaire]

## Distinction
- Ordre national du Mérite (France) en 1997[4]